# Greenland: Migration
Pour les articles homonymes, voir Greenland et Migration.
Série
Greenland : Le Dernier Refuge
(2020)
Pour plus de détails, voir Fiche technique et Distribution.
Greenland: Migration est un film américano-britannique réalisé par Ric Roman Waugh et dont la sortie est prévue en 2025. Il s'agit d'une suite de Greenland : Le Dernier Refuge, du même réalisateur, sorti en 2020.

## Synopsis
Après avoir survécu à la collision d'une comète interstellaire et la Terre, la famille Garrity doit quitter le bunker de survivants du Groenland. John, Allison et leur fils Nathan vont alors se lancer dans un périlleux voyage à travers les terres désolées et décimées de l'Europe, pour trouver un nouveau foyer,.

## Fiche technique
Sauf indication contraire, les informations mentionnées dans cette section peuvent être confirmées par la base de données cinématographiques IMDb,  présente dans la section « Liens externes ».
- Titre original : Greenland: Migration
- Réalisation : Ric Roman Waugh
- Scénario : Chris Sparling et Mitchell LaFortune
- Musique : David Buckley
- Décors : Vincent Reynaud
- Costumes : N/A
- Photographie : Martin Ahlgren
- Montage : Eric Freidenberg
- Production : Brendon Boyea, Gerard Butler, Basil Iwanyk, Sébastien Raybaud, Alan Siegel, Ric Roman Waugh et John Zois

Producteurs délégués : Alastair Burlingham, Jonathan Fuhrman, Daniel Kaslow, Louise Killin, Scott LaStaiti, Robert Simonds et Chris Sparling
- Sociétés de production : STX Entertainment, Anton, Thunder Road Pictures, G-BASE Film Production et CineMachine
- Sociétés de distribution : Lionsgate Films (États-Unis), (France), Black Bear Pictures (international)
- Budget : N/A
- Pays de production :  États-Unis,  Royaume-Uni
- Langue originale : anglais
- Format : couleur
- Genre : survie, drame thriller, post-apocalyptique
- Date de sortie[3] : 2025 Date sujette à modification

## Distribution
- Gerard Butler : John Garrity
- Morena Baccarin : Allison Garrity
- Roger Dale Floyd : Nathan Garrity
- Amber Rose Revah
- Roman Griffin Davis
- William Abadie : Denis Laurent
- Trond Fausa Aurvåg
- Tommie Earl Jenkins : le général Sharpe

## Production
En juin 2021, il est annoncé qu'une suite de Greenland : Le Dernier Refuge est en développement sous le titre Greenland: Migration. STX Entertainment acquiert quelques mois plus tard les droits de distribution mondiaux pour 75 millions de dollars et dote le film d'un budget de 65 millions. La plupart des acteurs principaux sont ici de retour. Morena Baccarin, initialement opposée au projet, donne finalement son accord.
Le tournage débute le 29 avril 2024. Il se déroule au Royaume-Uni et en Islande,. Les prises de vues s'achèvent en juillet 2024.